# Tacoma Dome
De Tacoma Dome is een multifunctionele arena in het noordwesten van de Verenigde Staten. Het ligt in Tacoma, Washington, op ongeveer 50 kilometer ten zuiden van Seattle, en grenzend aan Interstate 5.

## Geschiedenis
Na het winnen van een internationale ontwerpwedstrijd, voltooiden lokale architecten McGranahan en Messenger de Tacoma Dome voor 44 miljoen dollar. Het opende op 21 april 1983. De arena biedt plaats aan 20.722 voor basketbalwedstrijden. Het is ook de grootste arena met een houten koepel in de wereld qua volume.